# Laphria thoracica
Laphria thoracica är en tvåvingeart som beskrevs av Fabricius 1805. Laphria thoracica ingår i släktet Laphria och familjen rovflugor. Inga underarter finns listade i Catalogue of Life.

## Bildgalleri

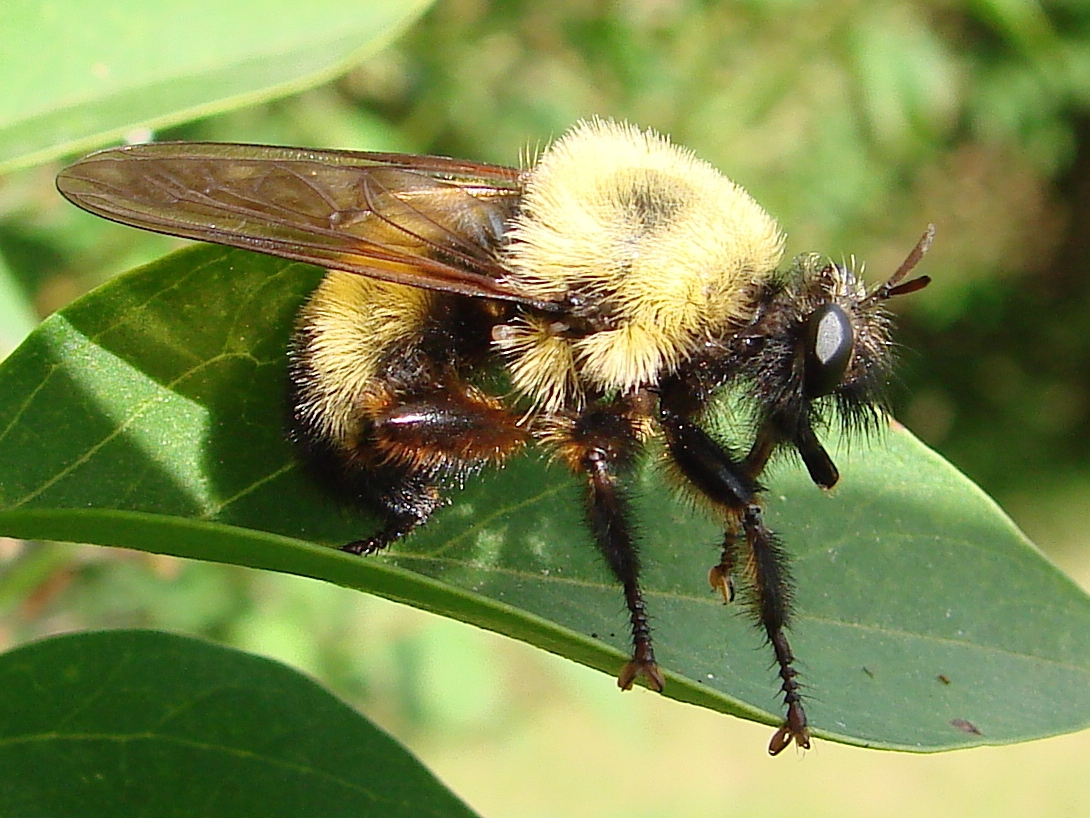